# Leptecophylla
Leptecophylla je rod z kvetoucích rostlin čeledi vřesovcovité. Rod je přirozeně rozšířen v jihovýchodní Austrálii, na Novém Zélandu, v Papui Nové Guineji a na tichomořských ostrovech. Některé druhy tohoto rodu byly dříve klasifikovány v rámci rodů Cyathodes, Lissanthe, Styphelia a Trochocarpa.
Zahrnuje druhy:
- Leptecophylla abietina (Labill.) C.M.Weiller, endemit Tasmánie.
- Leptecophylla brassii (Sleumer) C.M.Weiller, endemit Nové Guineje.
- Leptecophylla brevistyla (J.W.Moore) C.M.Weiller, rozšířený na souostroví Společenské ostrovy
- Leptecophylla divaricata (Hook.f.) C.M.Weiller, endemit východní Tasmánie
- Leptecophylla imbricata (Stschegl.) C.M.Weiller, přirozeně rozšířený na ostrově Havaj
- Leptecophylla juniperina (J.R.Forst. & G.Forst.) C.M.Weiller, přirozeně rozšířený ve státě Victoria, na ostrově Tasmánie a na Novém Zélandu.
- Leptecophylla mariannensis (Kaneh.) C.M.Weiller,přirozeně rozšířený na souostroví Mariánské ostrovy.
- Leptecophylla pendulosa (Jarman) C.M.Weiller, endemit, severovýchod Tasmánie
- Leptecophylla pogonocalyx C.M.Weiller, endemit, Tasmánie
- Leptecophylla rapae (Sleumer) C.M.Weiller, přirozeně rozšířený na Rapa Island a Tubai Islands
- Leptecophylla pomarae (A.Gray) C.M.Weiller, přirozeně rozšířený na Tahiti
- Leptecophylla robusta (Hook.f.) C.M.Weiller, endemit, Chatham Islands na Novém Zélandu
- Leptecophylla tameiameiae (Cham. & Schltdl.) C.M.Weiller, přirozeně rozšířený na Havaji a souostroví Markézy